# FS Lublin
FS Lublin je polská dodávka, je nástupcem automobilu FSC Żuk. Vyrábí jej automobilka FSC (Fabryka Samochodów Ciężarowych) v Lublině. Výroba začala v roce 1993. Do roku 1995 byl známý jako FS Lublin 33. Od roku 1995 patří FSC pod Daewoo, které Lublin 33 přejmenovalo na Daewoo Lublin II. V roce 1999 byl vyroben první Daewoo Lublin 3.

## Galerie

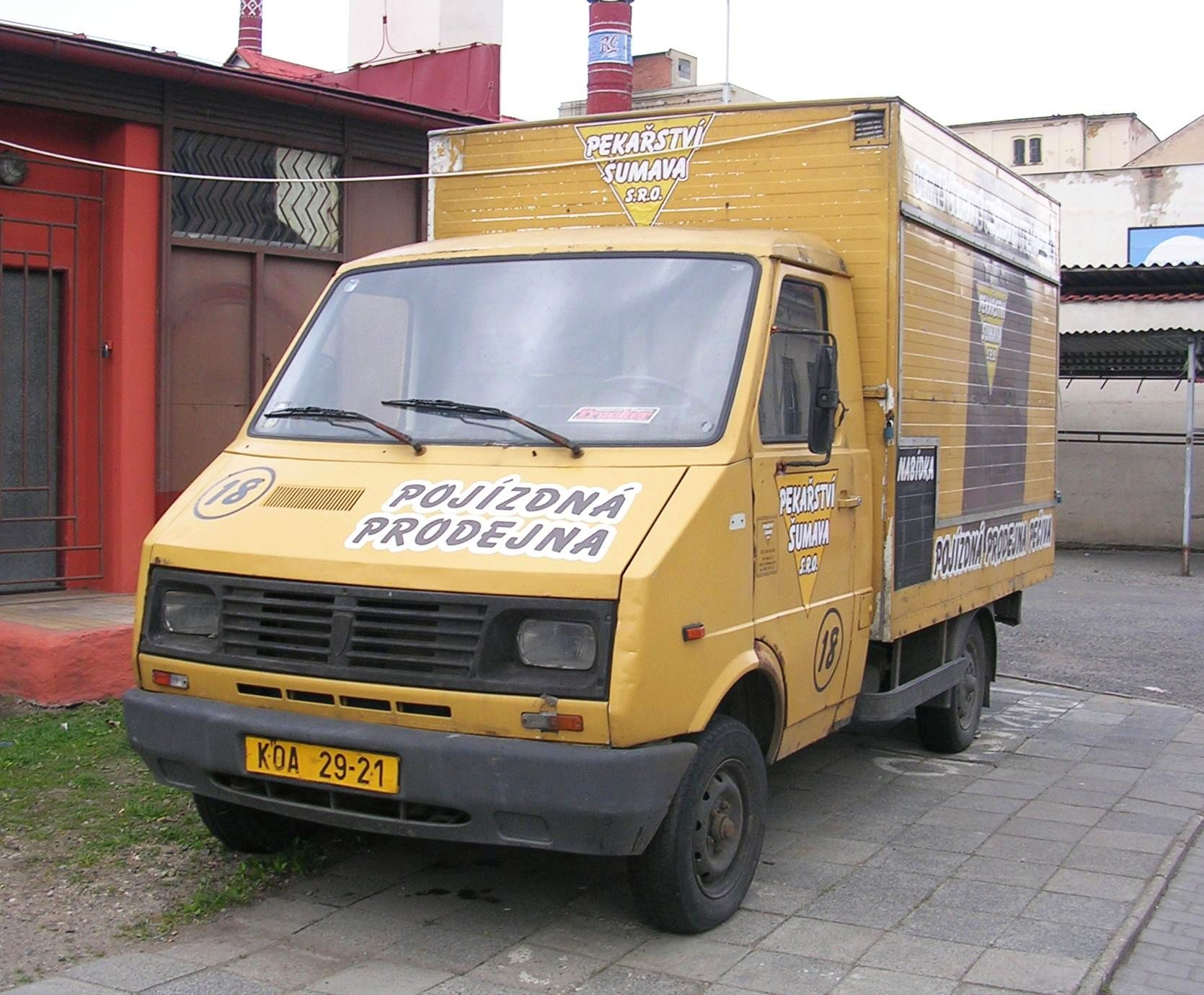
FS Lublin II
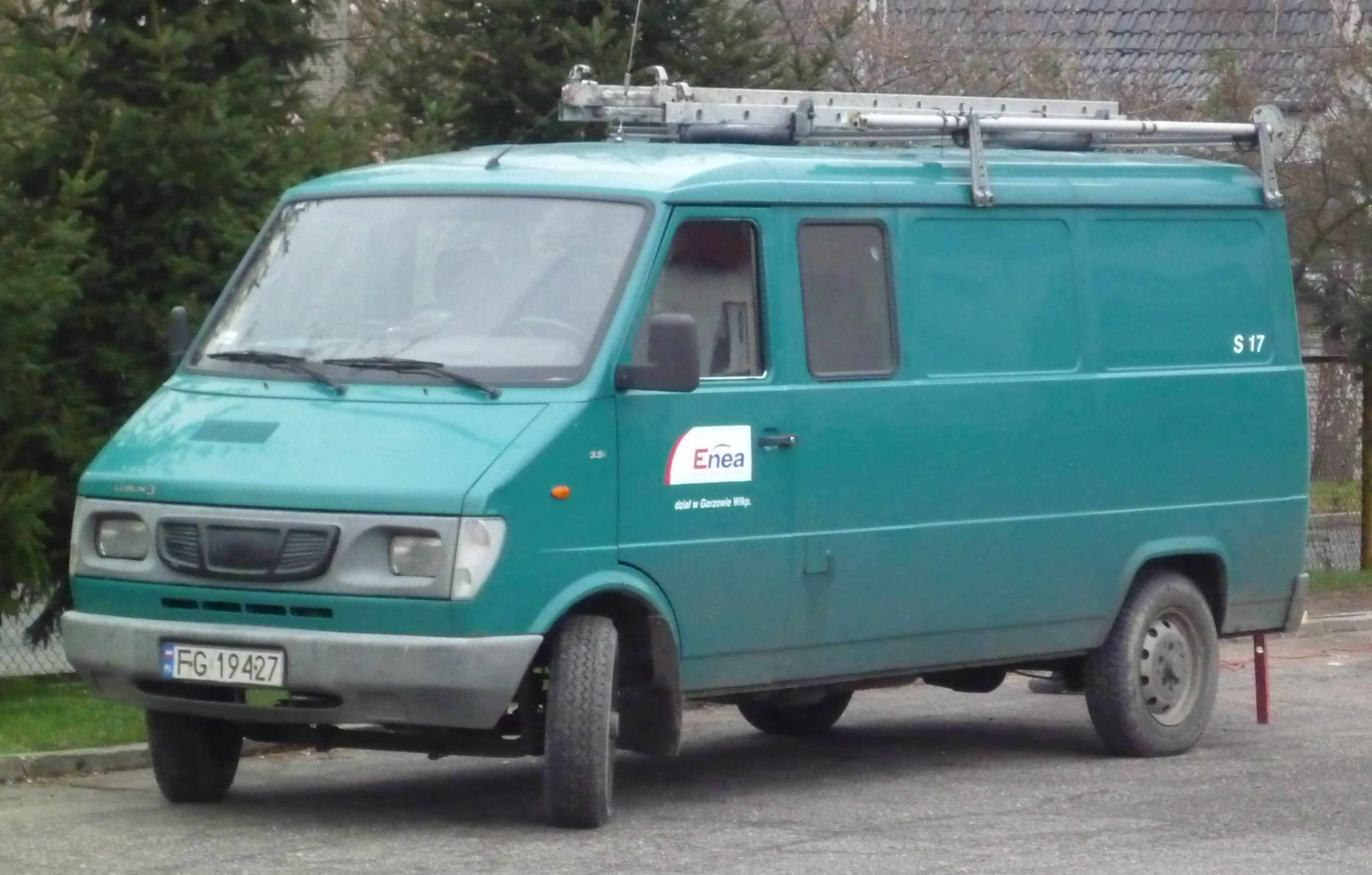
Daewoo Lublin 3
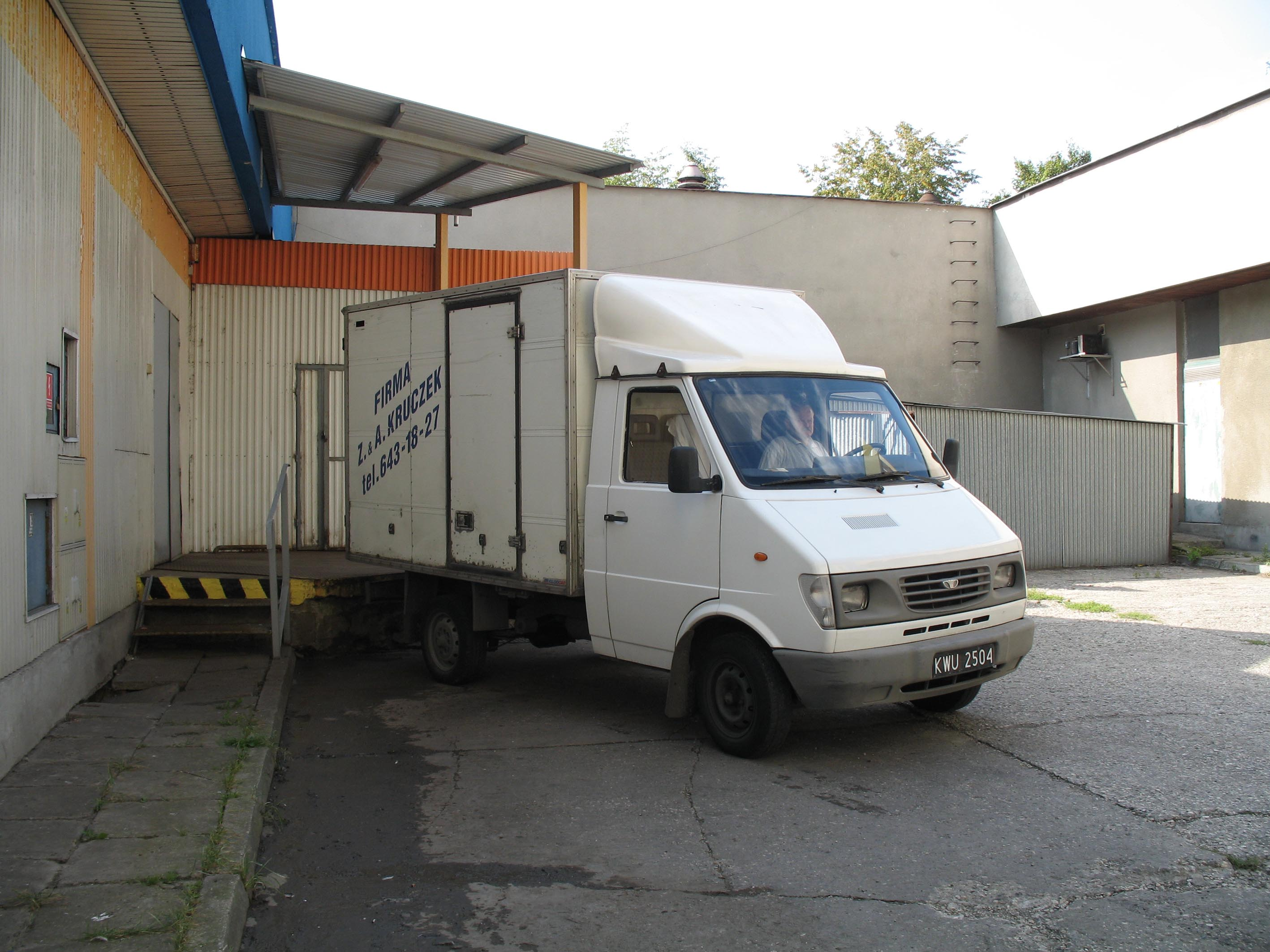
Daewoo Lublin 3
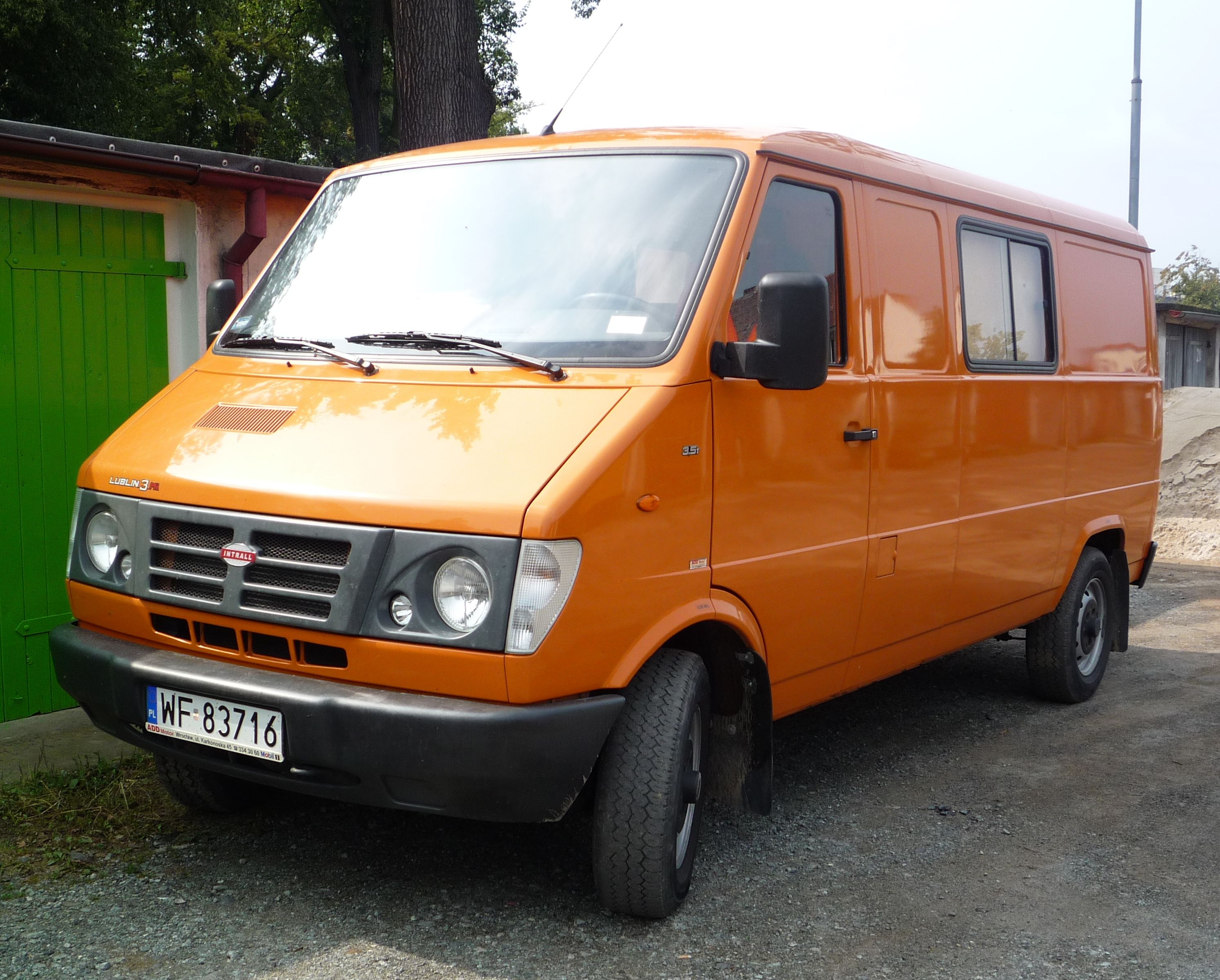
Intrall Lublin 3Mi